# Aeropuerto Santa Ana
El Aeropuerto Santa Ana (IATA: CRC, OACI: SKGO) es un terminal aéreo ubicado en la ciudad de Cartago, Colombia. A partir de febrero del 2019 comenzó a operar 2 vuelos diarios hacia la ciudad de Bogotá.Actualmente es utilizado por Academias de Aviación y vuelos privados.

Municipios cercanos: Toro a 22 km, La Unión y La Victoria a 30 km, Zarzal a 42 km, Roldanillo a 44 km y La Paila a 50 km.

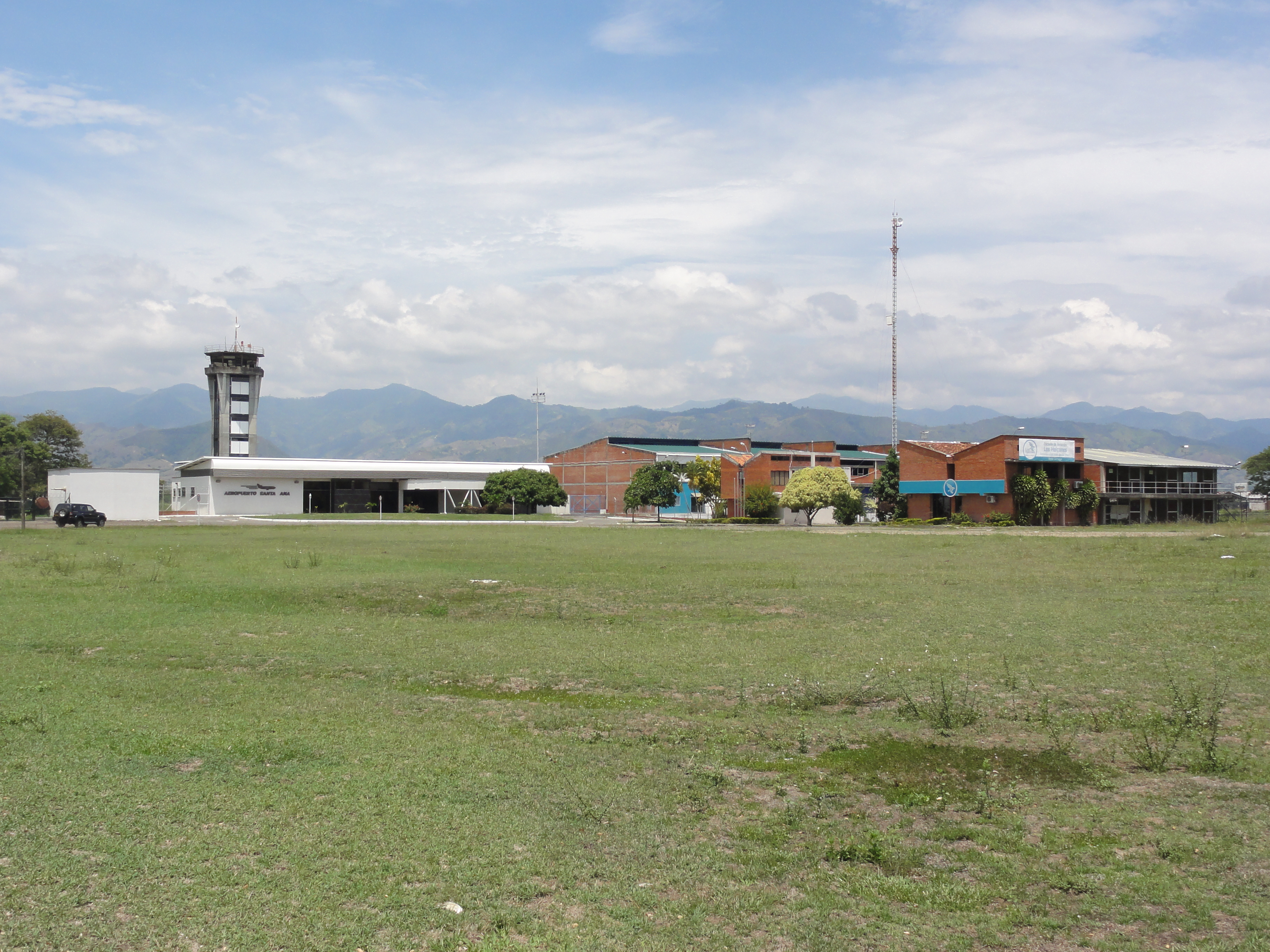
Aeropuerto Santa Ana. Cartago, Valle del Cauca, Colombia.

## Historia
Antes de enero de 2008 el Aeropuerto Santa Ana, fue operado por Aces en sus naves Twin Otter a inicios de la década de los 80, posteriormente dando  inicio al nuevo milenio años 2000 Satena llegó con sus aviones Fokker F-28 y Dornier 328, ambas operaron en una conexión diaria entre Bogotá-Cartago-Bogotá, incluso Medellín para luego completar varios años sin ofrecer vuelos comerciales de pasajeros, pero a finales de 2007 la aerolínea de bajo coste EasyFly anunció la apertura de una ruta diaria con destino a la ciudad de Bogotá para lo cual destinaría aviones Jet Stream 41 turbo-hélice, de fabricación inglesa, con capacidad para 30 pasajeros. La ruta fue inaugurada el 11 de enero de 2008 pero debido a la disminución en el tráfico de pasajeros la aerolínea decidió cancelarla el 18 de abril de 2010.
En el año 2011 el aeropuerto fue objeto de mejoras que incluyeron una nueva terminal de pasajeros con una capacidad máxima de 180 personas en la sala de abordaje y nuevos sistemas de seguridad para la detección de metales.
En febrero de 2012 algunas aerolíneas que operan en tres aeropuertos del eje cafetero (Manizales, Pereira y Armenia) manifestaron interés por el Aeropuerto de Santa Ana debido a que este ofrece condiciones climáticas ideales y tiene un tamaño de pista adecuado para recibir aviones de tamaño medio que en otros aeropuertos no pueden operar.
En mayo de 2013 se anunció la apertura del proceso de contratación para mediados del mismo año con el fin de entregar en concesión la administración del aeropuerto.

## Destinos

### Destinos nacionales
En la actualidad, el  Aeropuerto Santa Ana está en proceso de ampliar su oferta de destinos nacionales.
| Destino                  | Aeropuerto           | Aeronave | Frecuencias por semana | Notación |
| ------------------------ | -------------------- | -------- | ---------------------- | -------- |
| Grupo San Germán Express |                      |          |                        |          |
| Bahía Solano             | José Celestino Mutis |          |                        |          |
| Nuquí                    | Reyes Murillo        |          |                        |          |
| Quibdó                   | El Caraño            |          |                        |          |
| Medellín                 | Olaya Herrera        |          |                        |          |

## Aerolíneas en operación
- Aerolinea Moon Flights
  - Bahía Solano (Colombia), Aeropuerto José Celestino Mutis
  - Nuquí, Aeropuerto Reyes Murillo
  - Quibdó, Aeropuerto El Caraño
  - Medellín, Aeropuerto Olaya Herrera